# Самбон, Луис Вестенра
Луис (при рождении Луиджи) Вестенра Самбон (1867—1931) — итальянско-английский врач и паразитолог, сыгравший важную роль в понимании причин (этиологии) болезней.

## Биография
Родился в Милане. Отцом был итальянец, а матерью англичанка. Участвовал в расследовании причин холерной вспышки в окрестностях Неаполя, за что был награжден бронзовой медалью. Переехав в Англию, подружился с «отцом тропической медицины» Патриком Мансоном. Большую часть своей карьеры провел в Ливерпульской школе тропической медицины, где читал лекции.
Скончался в Париже.

## Вклад в науку и теории

### Акклиматизация
Самбон предположил, что европейцев в жарких странах убивает не жара, но некий паразит. Когда была установлена связь комаров с желтой лихорадкой William C. Gorgas сказал Самбону: «Мои коллеги и я сам рады иметь возможность сказать Вам, что Вы были правы».

### Трипаносомозы
В 1902 году Мансон попросил Самбона выяснить причину трипаносомозов в Уганде. Посланный провести расследование Альдо Кастеллани выявил паразита. Самбон тут же верно интерпретировал его находки и указал, что переносчиком является муха цеце.

### Пеллагра
Считал пеллагру паразитическим заболеванием, связанным с насекомыми. Из-за высокого авторитета Самбона его мнению верили, что повлияло на лечение больных. Позже было выявлено (Conrad Elvehjem, 1937), что пеллагра вызывается недостатком витаминов.

### Рак
Выдвинул паразитическую теорию рака. Она была подкреплена открытием «ракового червя» Gongylonema neoplasticum, за которое Йоханнес Фибигер в 1907 году получил Нобелевскую премию. Однако затем открытие было развенчано.

## Почести
- В честь Самбона назван род клещей Sambonacarus (Stekolnikov A.A. 2021) с Мадагаскара.
- Также в его честь назван род паразитов Sambonia.